# 後山 (臺北市)
後山，是臺北市的一個地名，位於今南港區西南部，範圍為九如里西半部。

## 歷史
台灣清治末期至日治前期，該地區為一街庄，稱為「後山庄」，隸屬於大加蚋堡。該庄輪廓略呈東北、西南軸向對稱的等腰三角形，西北邊以南港山系稜線與三張犁庄、五分埔庄、中陂庄、後山陂庄、新庄仔庄為界，東邊為四份仔庄，南邊與萬順藔庄、陂內坑庄為鄰。
1901年（日治明治三十四年）11月，該庄隸屬於臺北廳，編為第八區。1906年（明治三十九年）1月，第七、八兩區合併，並改名「南港區」。1920年（大正九年）後山庄改制為「後山」大字，隸屬於臺北州七星郡內湖庄。
戰後內湖庄改制為內湖鄉，隸屬於臺北縣，大字亦改制為村。1946年7月，南港、內湖分治，後山地區改隸屬於「南港鎮」，村亦改制為里。1968年7月臺北市改制為院轄市，南港鎮併入成為南港區。1990年3月，臺北市各區重劃，該地區仍屬於南港區。

## 交通
後山地區深處山區，交通不便。研究院路四段是唯一的聯外道路，沿四分溪谷而設。國道3號雖經過本地區東南部，但在境內未設交流道，最近的交流道是在山豬窟南深路，但只是北向出口匝道。